# Louis Ageron
 (mai 2013).
Si vous disposez d'ouvrages ou d'articles de référence ou si vous connaissez des sites web de qualité traitant du thème abordé ici, merci de compléter l'article en donnant les références utiles à sa vérifiabilité et en les liant à la section « Notes et références ».
Louis Ageron, né le  28 avril 1865 à Valence, où il est mort le  11 septembre 1935, est un peintre et aquarelliste français.

## Biographie
Fils d'un entrepreneur maçon, Louis Ageron suit des études artistiques à l'École des beaux-arts de Lyon, puis à l'École des beaux-arts de Paris dans les ateliers de Jean-Léon Gérôme et d'Henri Harpignies. Il revient à Valence pour se consacrer au dessin et à la peinture jusqu'à la fin de ses jours.
Il préside l'École d'art de Valence de 1922 à 1929.
Influencé par Camille Corot, il expose au Salon de Lyon en 1893 et au Salon des artistes français en 1896 et 1897.
Essentiellement paysagiste et aquarelliste, il peint des vues de la région rhodanienne.

## Œuvres
- 1893, Les Beaumes de Valence, Salon de Lyon
- 1894, Les Ruines du château de Crussol
- 1895, La Mort de Martin Vinay
- Le Lieutenant Bonaparte sortant de la librairie de Marc Aurel